# Steiler Bach
Der Steile Bach ist ein 589 m langer, linker Zufluss des Radenbachs im rheinland-pfälzischen Fischbach-Oberraden, Deutschland.

## Geographie
Der Bach entspringt etwa 700 m südöstlich von Fischbach auf einer Höhe von 416 m ü. NHN. Zunächst nach Westen abfließend, wendet er sich im weiteren Verlauf mehr südwestlichen Richtungen zu. Ohne Ortschaften zu durchfließen, mündet der Steile Bach etwa 200 m nördlich von Blockhausen auf 328 m ü. NHN in den Radenbach. Bei einem Höhenunterschied von 87 m beträgt das mittlere Sohlgefälle 147,7 ‰.
Der Steile Bach entwässert über Radenbach, Enz, Prüm, Sauer, Mosel und Rhein zur Nordsee.